# 柳屋本店 (化学)
株式会社柳屋本店（やなぎやほんてん）は、東京都中央区日本橋馬喰町に本社を置く、ポマードなどの整髪料を中心とする化粧品メーカーである。
1615年（元和元年）に創業した老舗企業として、その名を知られている。
「柳屋」という名称の由来は、柳のごとく常に頭を低くし、幾多の苦難にも挫折することなく商売繁盛することを祈念したものである。

## 概要
1584年（天正12年）、明から渡来し、徳川家康の侍医を務めていた呂一官（のちに日本人女性と結婚して辻一官と改称）が、唐土並びに唐薬種等の御用として、屋敷地を拝領したことを原点とし、1615年（元和元年）、日本橋にて創業される。「紅屋」という商号で店を構え、髪に塗る香油を中心に食用紅、化粧紅、練紅、白粉などの製造販売を始める。のち「柳屋」に改号。
1623年（元和9年）10月10日に一官が没した後、辻家（5代目からは堀家を名乗った）が継承。
1804年頃に近江商人の外池半兵衛正義が営業権を引き継ぎ、自らは柳屋五郎三郎と称すると、その後は香油を中心に整髪料に特化した。
柳家から分社後の1920年、アメリカ人技師・ハーバード・ジョイスを招くと共に「柳屋ポマード」を発売した。これが大いに売れたことで、同社を支え続ける主力製品となる。
関東大震災や第二次世界大戦の戦禍により工場や店舗をたびたび失うも、1948年には株式会社に改組し、長年にわたり柳屋ポマードのヒットにより業界を牽引した。一時は丹頂（今のマンダム）と共に男性化粧品のトップを争った歴史がある。
現在では＠cosmeのベストコスメ大賞を受賞した「柳屋あんず油」等、女性用にも力を入れており、またドイツ・シュトルベルクに本拠を置くモイラー・アンド・ヴィルツ社が1792年に設立した、オーデコロンのブランドとして有名な「4711」シリーズの国内総代理業務も行っている。
2015年（平成27年）に創業400周年を迎えた。同年、「黒髪美人大賞」を創設。
社章は源氏香之図の「花散里」を図案化したもの（一番左の線が短い）。

## 沿革
- 1584年(天正12年) - 呂一官、徳川家康より浜松に屋敷を拝領
- 1615年(元和元年) - 江戸日本橋に柳屋を創業
- 1623年(元和9年) - 呂一官死去
- 1804年(文化元年) - 近江商人・外池宇兵衛正方の弟外池半兵衛正義が事業を継承し、柳家と改号
- 1807年(文化4年) - 京橋南鍛冶町の奈良屋煙草店を譲り受ける
- 1855年(安政2年) - 安政の大地震で店舗消失
- 江戸中後期 - 髪付油「柳清香(りゅうせいこう)」のヒット
- 江戸後期〜明治期 - 髪付油「珪姿香(けいしこう)」のヒット
- 1910年(明治43年) - 源氏香之図の花散里を図案化し商標登録
- 1910年頃 - 9代目外池宇兵衛正国の判断で、柳家の事業のうち柳屋油店を弟の五郎三郎（旧名五三郎）に移譲
- 1920年(大正9年) - 米人技師を招致し「柳屋ポマード」の製造販売開始
- 1923年(大正12年) - 関東大震災で店舗や製造設備を消失、仮店舗を建てて営業再開
- 1945年(昭和20年) - 第2次世界大戦により店舗消失。終戦後、仮工場にて生産を再開
- 1946年(昭和21年) - 工場の跡地に仮工場を建設して生産を再開
- 1948年(昭和23年) - 株式会社柳屋本店設立
- 昭和20年代〜30年代 - 純植物性ポマードが、リーゼントスタイルの流行に支えられ、男性化粧品のトップシェアを維持
- 1952年(昭和27年) - 柳屋ヘアトニック発売
- 1957年(昭和32年) - 柳屋ヘアクリーム発売
- 1980年(昭和55年) - 柳屋グリース発売
- 1994年(平成6年) - 本社を日本橋馬喰町プレクシードビルに移転
- 2007年(平成19年) - ドイツ・4711ブランドの日本国内総代理店を継承
- 2008年(平成20年) - 柳屋あんず油を発売
- 2015年(平成27年) - 創業400周年

## 主な商品
- 柳屋ポマード・柳屋ヘアトニック・柳屋ヘアクリーム（古くからのロングセラー）
- 4711 ポーチュガル（ドイツ製オーデコロンシリーズ）
- ジェノスヘアクリーム（女性用ヘアクリーム）
- 柳屋あんず油（ヘアオイル）
- COHARUスタイリングオイル    (ヘアオイル)
- プレミアム椿ちゃん（ヘアトリートメント）
- つやごごろ（ヘアトリートメント）
- MUGA（男性用ヘアワックス）
- 柳屋 ヘアリキッド（ヘアリキッド）
- YANAGIYA ヘアグリース（ヘアグリース）
- J（男性用ヘアジェル）
- EX メンズドライスプレー（ヘアスプレー）
- 柳屋薬用育毛フレッシュトニック（薬用ヘアトニック）
- 薬用柑橘EX育毛エッセンス（薬用育毛剤）
- トップシェード・レディーストップシェード（増毛スプレー）
- レディース毛乳源（頭皮用育毛剤）
- 薬用育毛 アロメール（育毛剤）
- メンズボディ（うで・あし用むだ毛除毛剤）

## 黒髪大賞
創業400周年を迎えた2015年に「日本人女性の持つ美しい黒髪を守りたい」との思いから新たに「黒髪美人大賞」（柳屋あんず油 Presents 黒髪美人大賞）が創設された。1度も髪を染めたことがない黒髪の女性有名人が受賞対象となっていたが、2023年の第6回より「黒髪大賞」（柳屋あんず油 Presents 黒髪大賞）に賞名を改め、男性も対象となった。第1回受賞者の川島海荷が第2回から第4回の、第2回受賞者の髙橋ひかるが第5回以降のプレゼンターを務めている。

### 歴代受賞者
- 第1回（2015年）- 川島海荷[4]
- 第2回（2017年）- 髙橋ひかる[5]
- 第3回（2018年）- 藤田菜七子[6]
- 第4回（2019年）- 大原優乃[7]
- 第5回（2021年）- 本田望結
- 第6回（2023年）- 井本彩花、こんどうようぢ（特別賞）
- 第7回（2024年）- 石井杏奈[8]

## 現在の契約タレント・スポーツ選手
- 川島永嗣（2013年 - ）
- 菊池萌水（2017年 - ）
- 新嶋莉奈（2018年 - ）
- 佐藤ノア（2019年 - ）
- 髙橋ひかる（2021年 - ）

### 過去の契約タレント・スポーツ選手
- やまもと寛斎
- 市川崑
- 三上寛
- 山口淑子
- 三ツ矢歌子
- 香山美子
- 清水宏次朗
- 松本典子
- SET隊

- 武智志穂（2009年 - 2011年）
- 熊澤枝里子（2013年 - 2014年）
- 亀恭子（2013年 - 2014年）
- 平尾誠二（2013年 - 2015年）
- 木村東吉（2016年 - 2017年）
- 小野莉奈（2019年 - ）
- 川島海荷（2015年 - 2021年）

## 広告・CM

### 広告
- 柳屋ヘアトニック（フランキー堺）
- BeFree（松本典子）
- 柳屋本店・企業（清水宏次朗）
- 柳屋ヘアリキッド（市川崑）
- 柳屋ヘアリキッド（やまもと寛斎）
- 柳屋ヘアリキッド（三上寛）
- 柳屋DRY（SET隊）
- 柳屋ヘアカラー（三ツ矢歌子）
- 柳屋ヘアスプレー（山口淑子）
- 柳屋ヘアカラー（香山美子）

### CM
- BeFree（松本典子）